# Pont-en-Royans
Pont-en-Royans is een gemeente in het Franse departement Isère (regio Auvergne-Rhône-Alpes). De plaats maakt deel uit van het arrondissement Grenoble. Pont-en-Royans telde op 1 januari 2022 809 inwoners. 

## Geschiedenis
Pont-en-Royans is ontstaan in de 16e eeuw, als handelscentrum voor houtproducten. De protestanten kregen hier, net als in het nabije Grenoble, veel aanhangers en er werd een kleine protestantse kerk gebouwd. De kerk werd in de 17e eeuw afgebroken nadat de geloofsvrijheid voor de protestanten werd ingetrokken.

## Geografie
De oppervlakte van Pont-en-Royans bedroeg op 1 januari 2022 2,9 vierkante kilometer; de bevolkingsdichtheid was toen 279 inwoners per km².
De plaats ligt op beide oevers van de rivier de Bourne, waar deze de Gorges verlaat, en aan de rand van de vallei van de Isère. Het is een poort op het Parc naturel régional du Vercors.

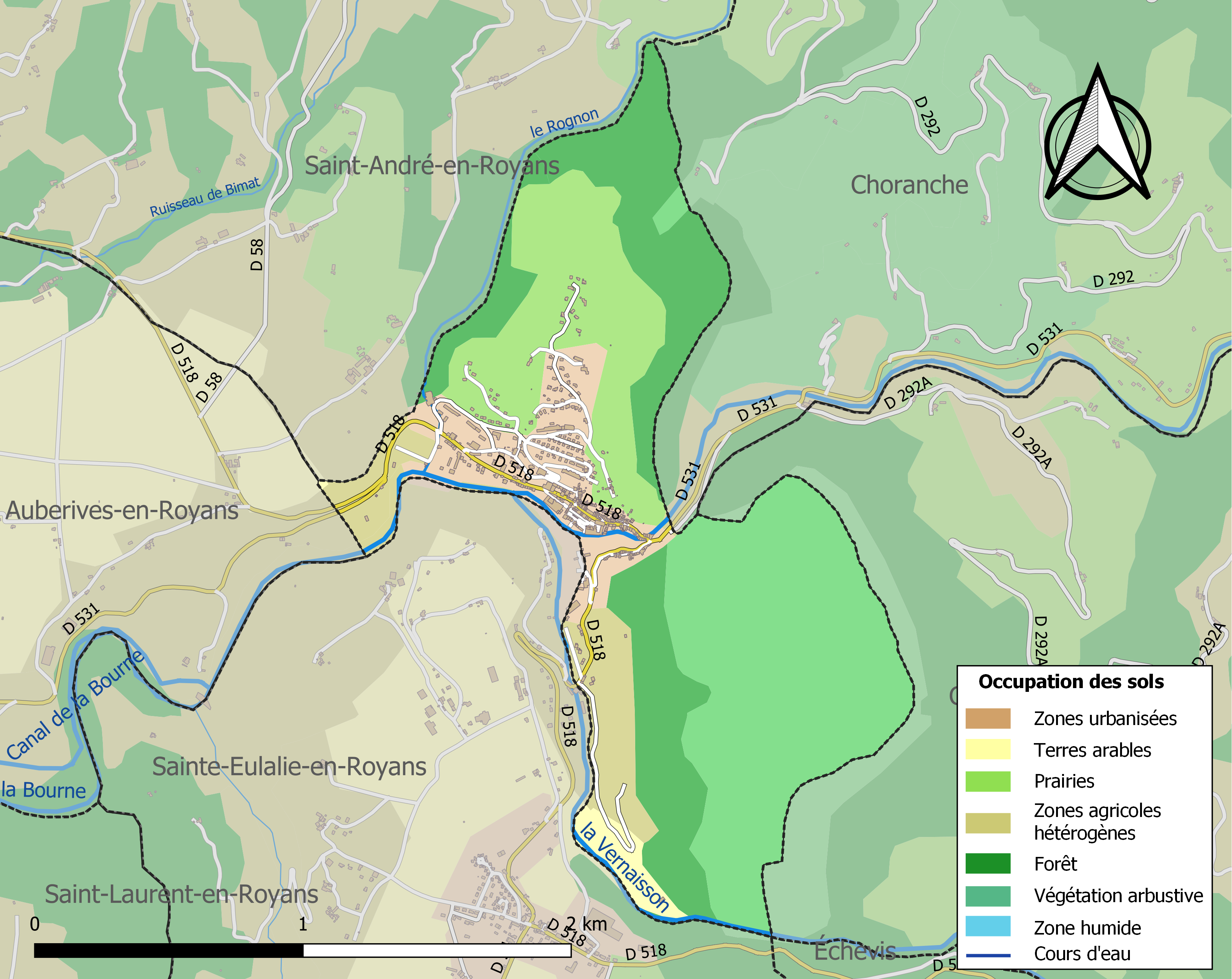
Kaart van de gemeente met de belangrijkste infrastructuur, bodemgebruik en omliggende gemeenten

## Bezienswaardigheden
De belangrijkste bezienswaardigheden in Pont-en-Royans en de directe omgeving zijn:
- De "maisons suspendues", kleurrijke huizen die gebouwd zijn hoog boven de steile overs van de Bourne;
- Het Musée de l'Eau, dat alle aspecten van water behandelt, en meer specifiek ook het belang van water in de Vercors;
- De Grot van Choranche;
- Het Cirque de Choranche en de waterval van de Gournier;
- De Gorges de la Bourne tussen Pont-en-Royans en Villard-de-Lans.

## Demografie
Onderstaande figuur toont het verloop van het inwonertal (bron: INSEE-tellingen).

## Bekende inwoners
De Nederlandse schilder Bob ten Hoope werkte hier vanaf 1955 tientallen jaren.